# Fatim Jawara
Fatim Jawara (13 de marzo de 1997-27 de octubre de 2016) fue una futbolista de Gambia que jugó en el equipo nacional femenino de Gambia y en el club femenino Escorpiones Rojos FC. En 2012,  jugó como portera sustituta en la Copa Mundial Femenina de Fútbol Sub-17 de 2012. Murió al intentar cruzar el Mar Mediterráneo en barca en 2016.

## Carrera
Jawara jugó en el club femenino de futbol más importante de Gambia los Escorpiones Rojos FC, en la ciudad de Serekunda. Fue portera titular del equipo.

## Carrera internacional
Jawara representó a Gambia en el sub-17 y equipos nacionales séniors. Perteneció al equipo nacional femenino de Gambia su-17 debutando en 2009 y jugó en la Copa Mundial Femenina de Fútbol Sub-17 de 2012 en Azerbaiyán. Debutó en el equipo de fútbol nacional de las mujeres en 2015, y salvó un penalti en un amistoso contra Glasgow Cirls F.C.  de la liga de Fútbol femenino escocesa de Primera División durante el partido.

## Muerte
En febrero de 2016, Jawara dejó su casa en Serrekunda. De Gambia fue a Senegal y luego pasó por Malí, Burkina Faso y Níger, cruzando el Sahara, hasta llegar a la costa de Libia. Una vez en Libia,  contactó a su familia informándoles que quería llegar a Europa para buscar un club europeo importante en el que poder jugar.
A finales de octubre de 2016, intentó llegar a Europa de manera ilegal viajando con otras personas en dos barcas a través del Mar Mediterráneo,  hacia la isla de Lampedusa, Italia. Debido a una fuerte tormenta las barcas de hundieron y Jawara se ahogó. Tenía 19 años .
Su ausencia se notó por primera vez cuando el equipo nacional debía jugar con el Casa Sports F.C. de Senegal en un festival de fútbol femenino. Varios días después del accidente, un agente se puso en contacto con su familia para informarles que la barca había volcado y que se había ahogado.

### Reacciones a su muerte
Lamin Kaba Bajo, Presidente de la Federación de Fútbol de la Gambia, lamentó su muerte considerándola "una pérdida grande para el equipo de fútbol nacional y para la nación".